# Jonathan Loughran
Jonathan Loughran (1966) è un attore statunitense, che ha recitato in molti film della società di produzione Happy Madison, insieme al suo amico Adam Sandler. Infatti, è un assistente personale di Sandler, che di solito gli dà un piccolo ruolo nei suoi film.

## Filmografia
- Sexbomb, regia di Jeff Broadstreet (1989)
- Bulletproof, regia di Ernest Dickerson (1996)
- Waterboy (The Waterboy), regia di Frank Coraci (1998)
- Big Daddy - Un papà speciale (Big Daddy), regia di Dennis Dugan (1999)
- Little Nicky - Un diavolo a Manhattan (Little Nicky), regia di Steven Brill (2000)
- Ubriaco d'amore (Punch-Drunk Love), regia di Paul Thomas Anderson (2002)
- Il maestro cambiafaccia (The Master of Disguise), regia di Perry Andelin Blake (2002)
- Otto notti di follie (Eight Crazy Night), regia di Seth Kearsley (2002)
- National Security - Sei in buone mani (National Security), regia di Dennis Dugan (2003)
- Terapia d'urto (Anger Management), regia di Peter Segal (2003)
- Kill Bill: Volume 1, regia di Quentin Tarantino (2003)
- 50 volte il primo bacio (50 First Dates), regia di Peter Segal (2004)
- Kill Bill: Volume 2, regia di Quentin Tarantino  (2004)
- Cocco di nonna (Grandma's Boy), regia di Nicholas Goossen (2006)
- Gli scaldapanchina (The Benchwarmers), regia di Dennis Dugan (2006)
- Grindhouse - A prova di morte (Death Proof), regia di Quentin Tarantino (2007)
- Io vi dichiaro marito e... marito (I Now Pronounce You Chuck and Larry), regia di Dennis Dugan (2007)
- La coniglietta di casa (The House Bunny), regia di Fred Wolf (2008)
- Racconti incantati (Bedtime Stories), regia di Adam Shankman (2008)
- Agente Smart - Casino totale (Get Smart), regia di Peter Segal (2008)
- Un weekend da bamboccioni (Grown Ups), regia di Dennis Dugan (2010)
- Mia moglie per finta (Just Go with It), regia di Dennis Dugan (2011)
- Jack e Jill (Jack and Jill), regia di Dennis Dugan (2011)
- Un weekend da bamboccioni 2 (Grown Ups 2), regia di Dennis Dugan (2013)
- Insieme per forza (Blended), regia di Frank Coraci (2014)
- Pixels, regia di Chris Columbus (2015)

## Doppiatori italiani
Nelle versioni in italiano delle opere in cui ha recitato, Jonathan Loughran è stato doppiato da:
- Simone Mori in Terapia d'urto, Cocco di nonna
- Paolo Buglioni in Waterboy
- Diego Reggente in Grindhouse - A prova di morte
- Franco Zucca in Little Nicky - Un diavolo a Manhattan
- Danilo Di Martino in Io vi dichiaro marito e... marito